# GPR107
GPR107‏ (G protein-coupled receptor 107) هوَ بروتين يُشَفر بواسطة جين GPR107 في الإنسان.